# Волфганг Георг II фон Кастел-Ремлинген
Волфганг Георг II фон Кастел-Ремлинген (на немски: Wolfgang Georg II fon Castell-Remlingen; * 20 септември 1694 в Кастел; † 22 септември 1735 в Кастел) от род Кастел е граф на Кастел-Ремлинген (1709 или 1717 до 1735). Той управлява с полубрат си Карл Фридрих Готлиб (1679 -1743) и братята си Август Франц Фридрих (1705 – 1767) и Лудвиг Фридрих (1707 – 1772). Освен това той се отличава като военен в турските войни.

## Биография
Той е най-възрастният син на граф Волфганг Дитрих фон Кастел-Ремлинген (1641 – 1709), бургграф на Алцай, и втората му съпруга графиня Доротея Рената фон Цинцендорф-Потендорф (1669 – 1743), дъщеря на граф Максимилиан Еразмус фон Цинцендорф-Потендорф (1633 – 1672) и Анна Амалия фон Дитрихщайн (1638 – 1696). Внук е на Волфганг Георг фон Кастел-Ремлинген I († 1668) и графиня София Юлиана фон Хоенлое-Валденбург-Пфеделбах († 1682).
Сестра му София Теодора (1703 – 1777) се омъжва на 2 септември 1721 г. в Кастел за граф Хайнрих XXIX Ройс-Еберсдорф (1699 – 1747). Полусестра му Шарлота Юлиана (1670 – 1696) се омъжва на 3 февруари 1695 г. в Кастел за граф Йохан Фридрих фон Кастел-Рюденхаузен (1675 – 1749).
Волфганг Георг II следва в Нидерландия в университетите в Лайден и Утрехт. След смъртта на баща му през 1709 г. Волфганг Георг II поема управлението заедно с двамата си братята и полубрат си. Страната е разделена на четири части. Той участва в походите против турците в Унгария и Италия. През 1718 г. той има корабокрушение пред Генуа. След една година е тежко ранен при нападение на Кастел при Месина. От 1721 г. участва във войната против Испания. Ранен, той напуска войската през 1727 г. като франкски полковник-лейтенант.
Волфганг Георг II живее до края на живота си в Кастел, където умира на 22 септември 1735 г. на 41 години и е погребан там.

## Фамилия
Волфганг Георг II се жени на 27 март 1727 г. в Ортенбург за графиня Фридерика фон Ортенбург (* 1 февруари 1712; † 23 май 1758 в Кастел), дъщеря на граф Йохан Георг фон Ортенбург (1686 – 1725) и принцеса Мария Албертина фон Насау-Узинген/Насау-Саарбрюкен (1686 – 1768). Те имат децата:
- Албертина Каролина Доротея (1727 – 1728)
- Шарлота Хенриета (1729 – 1797)
- Кристиан Фридрих Карл (1730 – 1773), граф на Кастел-Ремлинген (1735 – 1773), женен на 25 октомври 1761 г. в Рюденхаузен за графиня Катарина Хедвиг фон Кастел-Ремлинген (1730 – 1783)
- Фридрих Волфганг (1731 – 1731)
- Фридрих Волфганг (1732 – 1732)
- Георг Вилхелм (1733 – 1733)
- София Шарлота (1734 – 1772), омъжена за Бернхард Фридрих Фирнхабер († 1798)
- Албертина Рената (1735 – 1804), омъжена на 9 май 1778 г. за принц Фридрих Еберхард фон Хоенлое-Кирхберг (1737 – 1804), полковник във Вюртемберг, син на княз Карл Август фон Хоенлое-Кирхберг